# 小行星4490
小行星4490（英語：4490 Bambery）是一颗围绕太阳公转的小行星。1988年7月14日，埃莉諾·赫琳、布莱恩·P·罗马在帕洛马山发现了此天体。
这颗小行星的绝对星等为268.05187等。